# Цыганкова, Татьяна Васильевна
Татьяна Васильевна Цыганкова (урожд. Криштофович, 5 июля 1931, Нижний Новгород — 4 мая 2020) — советский и российский педагог средней и высшей школы, театральный деятель, директор Горьковского (Нижегородского) театрального училища (1970—2012), одна из организаторов Всероссийских фестивалей дипломных спектаклей «Нижегородская зима» и «Театральная юность».
Как театральный деятель и педагог сыграла большую роль в культурной, в частности, театральной, жизни региона.

## Биография
Родилась в семье педагогов. Дальние предки имели дворянское происхождение. Детство и юность Татьяны прошли в Дзержинске Нижегородской области. В школе занималась в драматическом кружке, была знакома с занимавшейся в том же кружке и учившейся в параллельном классе известной в будущем актрисой Изольдой Извицкой.
В 1954 году окончила филологический факультет Горьковского государственного университета имени Лобачевского, начала преподавать русский язык и литературу в школе.
В 1970 году возглавила Горьковское театральное училище. В 1972 году в училище было открыто бутафорское отделение, в 1993 году хореографическое, а в 1996 году на улице Большая Покровская в д. 4 «А» состоялось открытие Учебного театра Нижегородского театрального училища. При её руководстве училище неоднократно побеждало на Всероссийских и международных студенческих театральных фестивалях. 22 октября 2003 года распоряжением губернатора Нижегородской области училищу было присвоено имя его выпускника 1951 года народного артиста СССР Евгения Евстигнеева. Т. Цыганкова выступила также инициатором присвоения имени Евстигнеева одной из городских площадей. Ученики Т. В. Цыганковой работают во многих ведущих театрах страны (Александр Дедюшко, Андрей Ильин, Наталья Суркова).
В 2000 году Цыганкова удостоена звания «Кавалер Знака Общественное Признание». Постановлением Нижегородской Городской Думы от 19 июня 2001 года № 32 Татьяне Васильевне было присвоено звание «Почётный гражданин города Нижнего Новгорода».
В 2012 году оставила должность директора Нижегородского театрального училища, была заместителем директора училища по творческим вопросам.

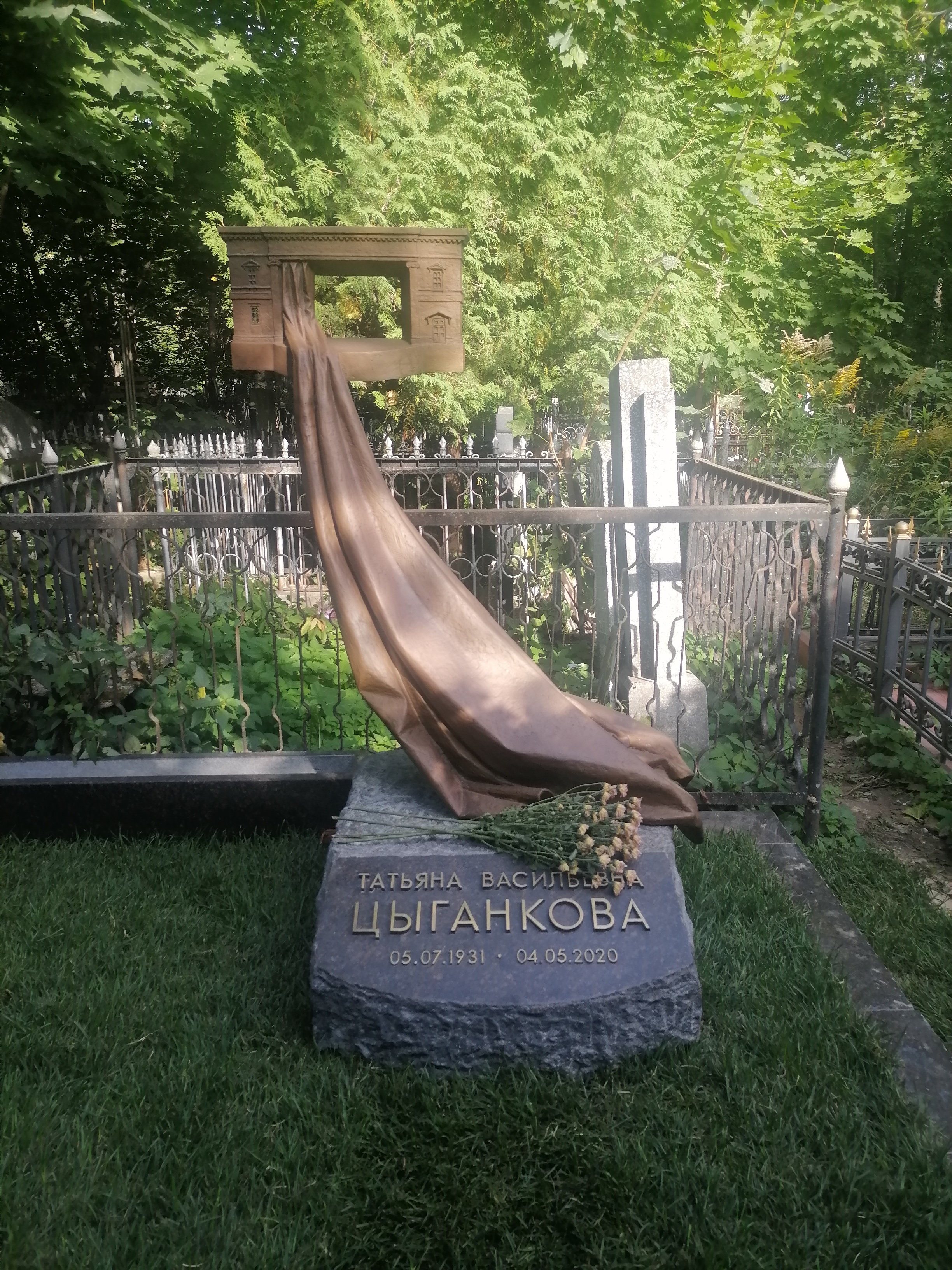
Могила Т. В. Цыганковой на Бугровском кладбище

Жила в Нижнем Новгороде на улице Минина. Ушла из жизни 4 мая 2020 года после продолжительной болезни. Похоронена на Бугровском кладбище Нижнего Новгорода (8 уч.). Памятник на могиле изображает здание театра и длинный занавес, он выполнен по эскизу доцeнта факультeта сцeнографии и тeатральной тeхнологии Шкoлы-студии МХАТ Валeрия Фирсoва, изготовлен скульптoр-монyменталистом Сeргеем Мoльковым и торжественно открыт.
Удостоена званий: Заслуженный работник культуры РСФСР (14.10.1981). Заслуженный деятель искусств Российской Федерации (09.04.2007). Лауреат премии им. Н. И. Собольщикова-Самарина Нижегородского отделения Союза театральных деятелей Российской Федерации (2000).
Решением Нижегородской городской думы принято установить в Нижнем Новгороде  мемориальную доску Т. В. Цыганковой.